# Midi-Pyrénées
Midi-Pyrénées var en fransk region indtil 1. januar 2016, hvor den blev slået sammen med Languedoc-Roussillon, for at danne den nye region Occitanie. Den lå i den sydlige del af landet grænsende op til Spanien. 
43°30′00″N 1°20′00″Ø / 43.5°N 1.3333333333333°Ø